# 南渡镇 (岑溪市)
南渡镇，是中华人民共和国广西壮族自治区梧州市岑溪市下辖的一个乡镇级行政单位。

## 行政区划
南渡镇下辖以下地区：
南渡社区、吉太社区、坡舍村、旺练村、峡宝村、苏河村、平石村、盘古村、高创村、西兰村、六梭村、社垌村、古太村、都雅村、义新村、杨冲村、中和村、西竹村、六丰村、高垌村、泊口村、雅奏村、君垌村、君丰村、六四村和井河村。